# مؤيد الثقفي
مؤيد أحمد علي الثقفي (1989م) ممثل وطبيب سعودي، اشتهر في تمثيله في البرنامج اليوتيوبي تكي وبرنامج ليش لا الذي يعرض على قناة إم بي سي 1 ومسلسل حارة الشيخ الذي ظهر في رمضان 2016 .وشارك أيضا في يرنامج «شط بحر الهوى» ومسلسل حب بلا حدود اللذان عُرِضا على شاشة إم بي سي 1 في 2018

## حياته المهنية
لم يسبق له التمثيل، كان يهوى منذ الطفولة التقرب من الميكروفون والأضواء وحب الظهور. مارس كرة القدم، وتدرج بين الناشئين والشباب في النادي الأهلي، وعاد إلى المسرح من خلال فرقة تقدم أعمالاً للأطفال في المراكز التجارية.
دخل عالم اليوتيوب من خلال مشاركته في بعض حلقات ع الطاير وعَرضت عليه شركة يوتيرن تقديم برنامج خاص به، ليبدأ برنامج «لا تسدد» من تقديم مؤيد الثقفي على اليوتيوب.
رسالة عن طريق الفيس بوك وصلت إلى الثقفي تطلب منه المشاركة في مسلسل تكي، فوافق وتقدم لتجارب الأداء، وتم قبوله لتجسيد الشخصية الرئيسية، مالك، الشاب الذي يبحث عن فرصة في مجال السينما.
قال الثقفي: «تعرفت على أبطال العمل، وأصبح بيننا انسجام خلال وقت قصير. بدأنا التعلم بين بعضنا البعض، ونُحسّن أداءنا من خلال الحلقات، فهناك الكثير من النقد البنّاء الذي يُشجعنا كمبتدئين في التمثيل على المُضي بقوة وثقة والاستمرار فيما نقدم، أما النقد السلبي فكان يتلخص في السب والشتم ولا أدري لماذا؟ وبكل صدق لا ألتفت إلى أي نقد سلبي غير بناّء وغير متحضر. هناك بعض النقد الذي وصل من خلال مخرجين وكُتّاب، وأخذنا ملاحظاتهم في الاعتبار رغبة منا في التميّز». وأكد وجود مواسم أخرى «ما دام المسلسل يُحقق نجاحات، وإذا شعرنا بأن موسماً من المواسم لم يحقق ما نصبو إليه سنتوقف».
أضاف: «هناك الكثير من الصعوبات التي واجهتنا خلال تصوير حلقات الموسم الأول، والتي تتمثل في منع بعض الجهات من التصوير فيها، كأن يُمنع التصوير في مركز شرطة إلا بتصريح خاص من وزارة الإعلام أو ما شابه.
إضافة إلى عدم تفرغنا بشكل كامل لتصوير حلقات المسلسل لأنه يتضارب مع وظائفنا وأشغالنا. والمهم أننا صوّرنا حلقات الموسم الأول بشكل كامل وهي 14 حلقة، نتمنى أن تحوز على رضا الجمهور واستحسان المجتمع في جدة».